# Eriococcus nudulus
Eriococcus nudulus är en insektsart som först beskrevs av Ferris 1955.  Eriococcus nudulus ingår i släktet Eriococcus och familjen filtsköldlöss. Inga underarter finns listade i Catalogue of Life.